# Сад богов (Колорадо)
Сад богов (англ. Garden of the Gods) — публичный парк в Колорадо-Спрингс, штат Колорадо, США.

## Возникновение парка
Название парка восходит к событиям августа 1859 года, когда два местных картографа обследовали местность в связи с основанием близлежащего Колорадо-Сити. Один из них счёл место подходящим для пивного сада (который так и не появился), тогда как второй предложил назвать его Садом богов.
Вход в парк бесплатен согласно завещанию Чарлза Эллиота Перкинса, чьи дети подарили землю парка городу Колорадо-Спрингс в 1909 году.

## Туристические достопримечательности
В парке имеются многочисленные тропы для горных прогулок, скалолазания, горных велосипедных и конных прогулок. Одна из наиболее популярных дорожек — «дорожка Перкинса» — вымощена для предотвращения эрозии. Таблички предупреждают посетителей об опасности встречи с гремучими змеями в жаркие летние дни.

## Геологические формации
«Визитной карточкой» парка являются скалы из слоёв осадочных пород — красного и белого песчаника, конгломерата и известняка, наложившихся горизонтально друг на друга, но со временем, в результате процессов горообразования (подъёма массива Пайкс-Пик), оказавшиеся в вертикальном положении. На скалах видны свидетельства прошлых эпох: древних морей, эродированные остатки древних гор, песчаных пляжей и др. Предполагается, что название реки и штата Колорадо произошло от яркого цвета этих скал. Здесь же обнаружены окаменелости древней флоры и фауны, в том числе отпечатки раковин и кости динозавров. В том числе в 2006 году здесь был обнаружен новый вид динозавра — Theiophytalia kerri (от словосочетания «сад богов» на греческом языке).

## Центр посетителей и природы
Центр посетителей и природы Сада богов расположен рядом со входом в парк; в нём ежедневно проводятся бесплатные презентации на тему местной природы. Выставка включает геологические экспонаты, образцы местных растений и животных, а также предметы, связанные с бытом и культурой индейцев. Здесь же организуются туры — для альпинистов, автобусные и пешие горные прогулки, фильмы и специальные программы.

## Историческое ранчо Рок-Ледж
Рядом с входом в парк находится историческое ранчо Рок-Ледж, выполненное в стиле начала XIX века. Помимо экспонатов из жизни Дикого Запада, здесь можно увидеть действующую кузницу и лагерь индейцев. Вход в Рок-Ледж — за отдельную плату.

## Галерея

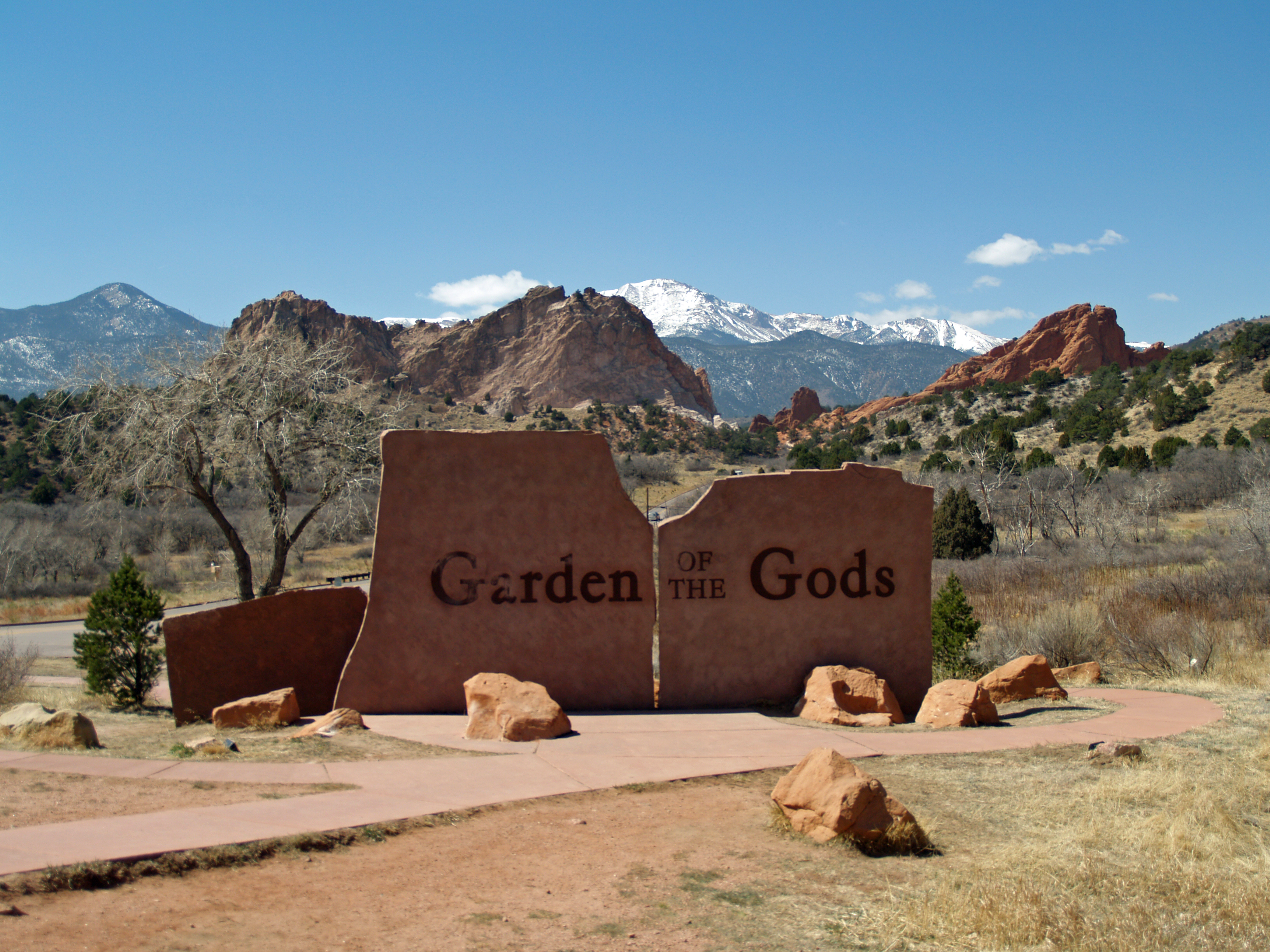
Вход в Сад Богов. На заднем плане - Пайкс-Пик
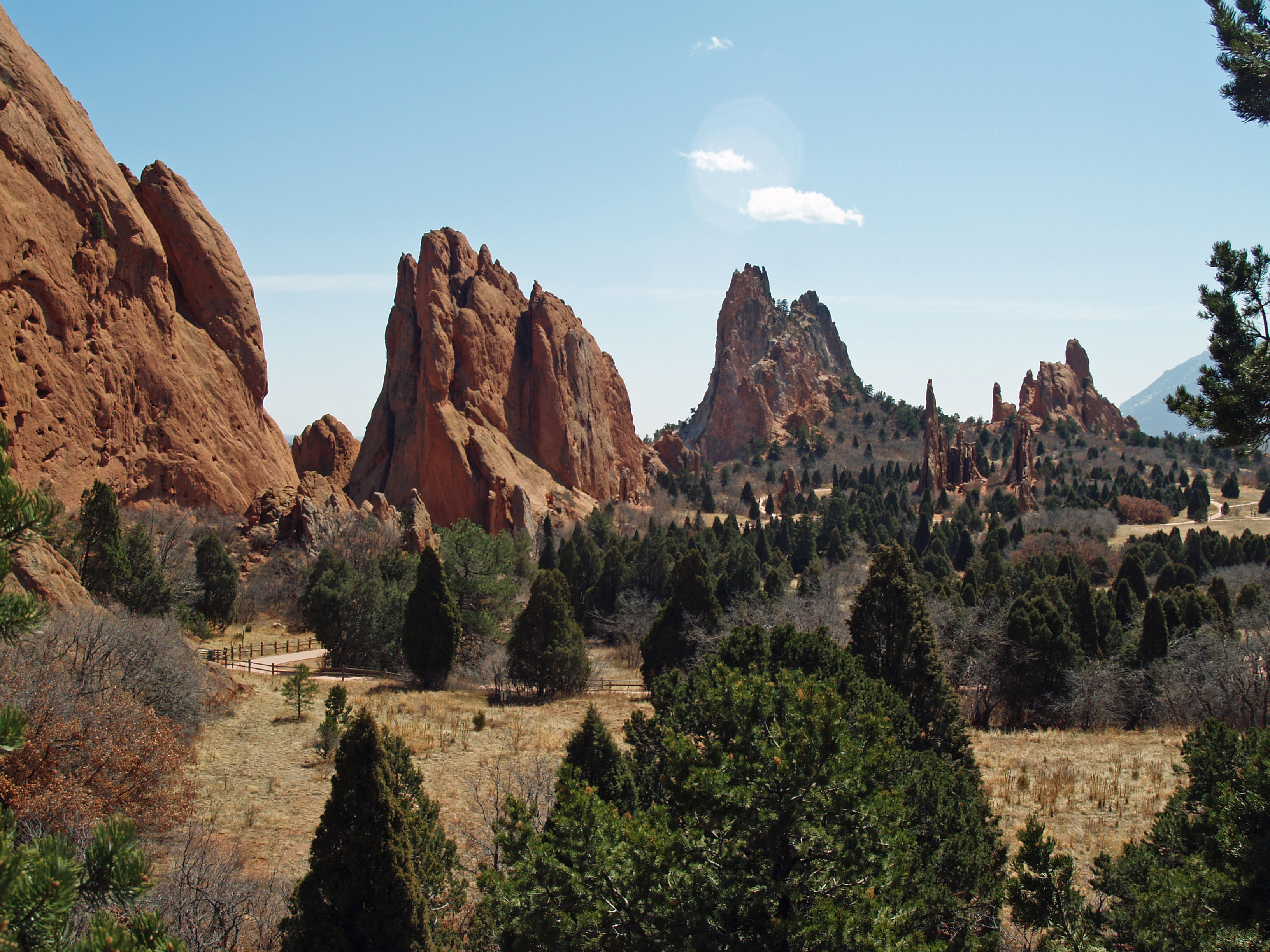
Долина соборов состоит из горных кряжей необычной формы
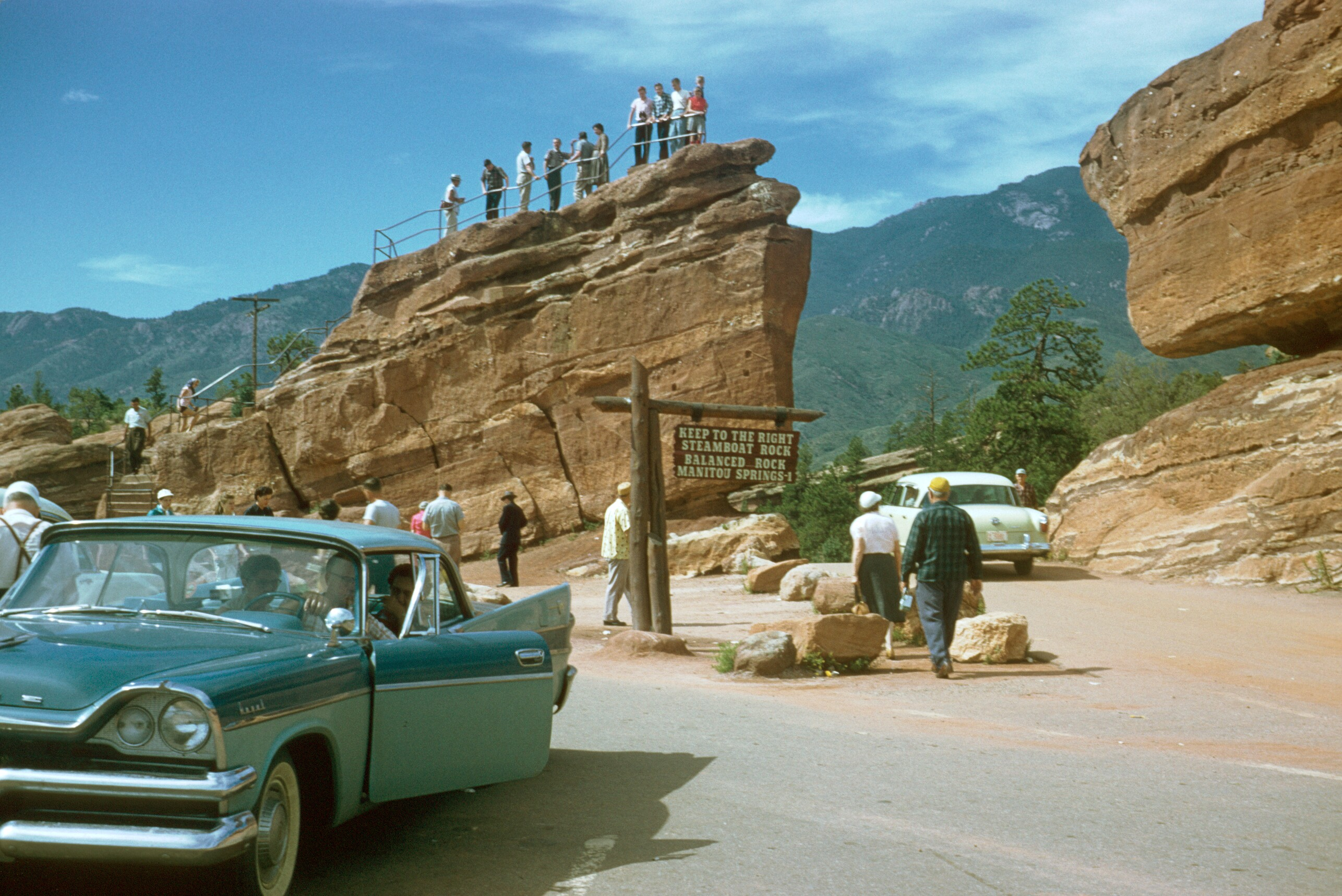
Стимбоут-Рок («Скала-пароход»), конец 1950-х годов
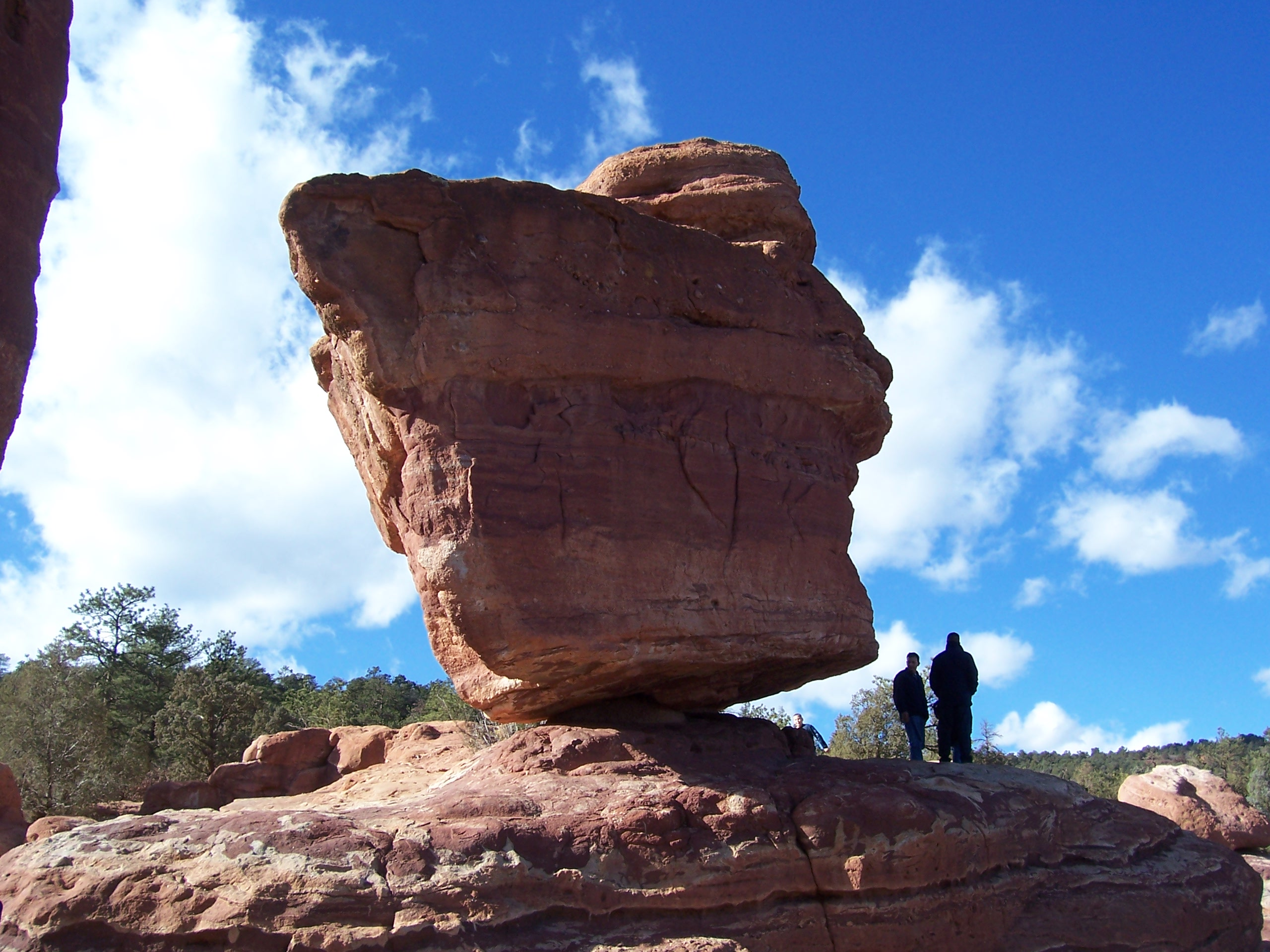
«Балансирующая скала» — одна из местных достопримечательностей